# Fjärdlång
Die Insel Fjärdlång ist Teil des Stockholmer Schärengartens. Seit 1986 ist sie ein Landschaftsschutzgebiet.

## Geografie und Natur
Fjärdlång hat eine Fläche von 10 km² und liegt südlich der schwedischen Hauptstadt Stockholm in der Gemeinde Haninge. Die höchste Erhebung ist der 36 Meter hohe Tysta Klint. Besonders beliebt ist Fjärdlång als Ferieninsel für Kinder. Sie besitzt schöne Buchten und Klippen, wo Touristen Kajak fahren, schwimmen und fischen können. Die Insel ist bewaldet und es finden sich Reste von Ackerland. Des Weiteren befindet sich hier ein wichtiger Rastplatz für Vögel.

## Geschichte
Die Schäre ist seit dem 14. Jahrhundert bewohnt, 1533 beanspruchte die schwedische Krone unter König Gustav Vasa das Besitzrecht über Fjärdlång. Im 19. Jahrhundert lebte hier die bekannte schwedische Familie Wallenberg. 1909 wurde sie vom schwedischen Bankier und Kunsthändler Ernest Thiel gekauft, der hier eine Sommervilla bauen ließ, die heute als Hotel genutzt wird. Heute gehört sie dem schwedischen Staat, der sie am 5. Mai 1986 zum Landschaftsschutzgebiet erklärte.